# Dirk van Foreest
Dirk van Foreest (3 mai 1862 - 24 février 1956) est un maître d'échecs néerlandais.

## Famille
Dirk Van Foreest est le frère d'Arnold van Foreest avec lequel il partage la caractéristique d'être triple champion officieux des Pays-Bas. Il est aussi l'arrière-arrière-grand-oncle de Jorden van Foreest, qui remporte le championnat néerlandais en 2016, et de son frère Lucas, également champion des Pays-Bas.

## Palmarès
Frère aîné d'Arnold van Foreest, il remporte trois fois le championnat d'échecs des Pays-Bas (en 1885, 1886 et 1887). Il prend également la cinquième place en 1884 et la deuxième place, derrière Rudolf Loman, en 1888.
Dirk van Foreest est médecin de profession.
Max Euwe a dit une fois de lui qu'il aurait pu être champion du monde s'il s'était consacré entièrement aux échecs.